# ريتشارد كونزي
ريتشارد كونزي هو سياسي ألماني، ولد في 5 فبراير 1872 في زاجان في بولندا، وتوفي في 1 مايو 1945. نشط حزبياً في الحزب النازي وحزب الشعب الوطني الألماني. وقد انتخب عضو مجلس الشورى الموحد بروسيا ‏ وانتخب عضو مجلس النواب الألماني من ألمانيا النازية ‏ وانتخب عضو في الرايخستاغ في  جمهورية فايمار ‏.